# Batriasymmodes carolinae
Batriasymmodes carolinae är en skalbaggsart som först beskrevs av Thomas Casey 1894.  Batriasymmodes carolinae ingår i släktet Batriasymmodes och familjen kortvingar. Inga underarter finns listade i Catalogue of Life.